# Frédéric-Guillaume II de Nassau-Siegen
Frédéric-Guillaume II de Nassau-Siegen, (* 11 novembre 1706 à Siegen; † 11 novembre 1734 ibidem), est le dernier prince de Nassau-Siegen à partir de la lignée réformée.
Il est le fils aîné de Frédéric-Guillaume Ier de Nassau-Siegen, (1680-1722) et de son épouse, Juliane de Hesse-Hombourg (1681-1707).

## Descendants
Frédéric-Guillaume est, depuis le 23 septembre 1728 marié avec Sophie Polyxena Concórdia de Sayn-Wittgenstein-Hohenstein (* 28 mai 1709 Berlin; † 15 décembre 1781 Siegen), fille du comte Auguste David de Sayn-Wittgenstein-Hohenstein (de).
- Sophie Charlotte (* 6 juin 1729, morte le 2 avril 1759) ∞ 30 septembre 1748 avec le comte Karl Paul Ernst von Bentheim-Steinfurt
- Friederike Wilhelmine (* 3 avril 1730; † 18 novembre 1733)
- Marie Éléonore Concordia (* 2 mars 1731; † 20 avril 1759). Elle est morte de la variole dans la Maison du Prédicateur Theodor Diederich Henrich Wevers en Kamen[2].
- Friederike Auguste (* 1er juin 1732; † 23 mars 1733)
- Anne Catherine Charlotte Auguste (* 19 juin 1734, † le 9 juin 1759)